# Kasteel Ter Beken

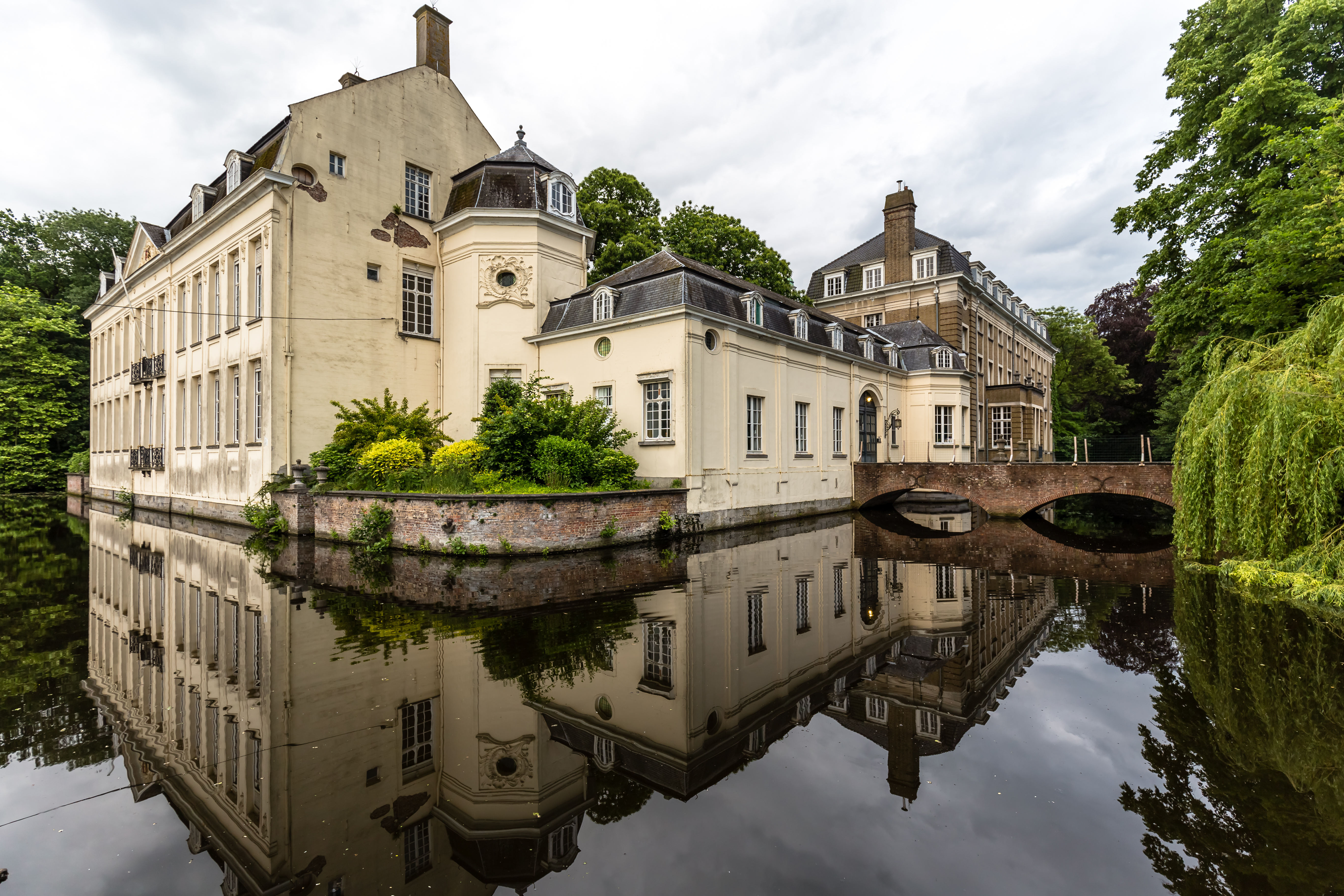
Kasteel Ter Beken

Het Kasteel Ter Beken is een kasteel in de tot de gemeente Gent behorende plaats Drongen, gelegen aan de Beekstraat 1-3.

## Geschiedenis
Hier zetelden de heren van Drongen. In 1516 behoorde het Goetter Beke toe aan Gillis van der Beken. Later kwam het aan enkele andere families.
Graaf Karel-Willem d'Allegambe, die markies was van Ouwegem, liet in 1748 het oude kasteel slopen en een nieuw kasteel bouwen, mogelijk naar ontwerp van Jan Pieter van Baurscheidt de Jonge. Begin 20e eeuw kwam het aan Amand Casier, een industrieel die in 1922 tot baron werd verheven. Het kasteel werd gerestaureerd, maar werd tijdens de twee wereldoorlogen beschadigd. Sinds 1940 woonde Casier er niet meer en in 1948 werd het meubilair openbaar verkocht. Het kwam in bezit van Bisdom Gent en dit vestigde er het Sint-Paulusseminarie. Daartoe werd het kasteel aangepast en ook werden nieuwe gebouwen opgericht.
In 2019 werd het kasteel gekocht door LUCA School of Arts.

## Gebouw
Het betreft een 18e-eeuws kasteel in U-vorm, omgeven door een gracht. De lijstgevel heeft een stijl die een overgang vormt tussen Lodewijk XIV-stijl en Lodewijk XV-stijl. Het middenrisaliet heeft een driehoekig fronton. Aan de tuinzijde zijn zeshoekige aanbouwen te vinden van 1748.
Er is een grote salon in empirestijl en een kleinere in rococostijl. Er is ook een eikenhouten trap in Lodewijk XV-stijl.
Verder is er kasteelhoeve en een voormalig poortgebouw.